# لیک واینوکا، اوهایو
لیک واینوکا (به انگلیسی: Lake Waynoka) یک منطقهٔ مسکونی در ایالات متحده آمریکا است که در شهرستان براون، اوهایو واقع شده‌است. لیک واینوکا ۱۲٫۴ کیلومتر مربع مساحت و ۱٬۱۷۳ نفر جمعیت دارد و ۳۰۴٫۸ متر بالاتر از سطح دریا واقع شده‌است.